# Allungamento navale
L’allungamento è una tecnica di ingegneria navale che consiste nell'ingrandire una nave aggiungendo ad essa un'intera sezione. A differenza di una semplice aggiunta di equipaggiamenti o ad un carenaggio, l'allungamento  è un'operazione piuttosto lunga e complessa che può richiedere un cantiere navale espressamente predisposto.
L'interesse dietro tale operazione è generalmente quello di incrementare la capacità di carico di una nave, e dunque gli introiti da essa derivanti, ingrandendo una struttura già esistente. Questa tecnica è stata utilizzata con successo sia su navi da crociera e da trasporto merci, ad esempio petroliere, sia su natanti più piccoli, come velieri e tonniere.

## Metodi
Esistono metodi diversi di effettuare un intervento di allungamento. Nel caso di navi di grandi dimensioni, spesso questi mezzi hanno una lunga sezione centrale di profilo uniforme; in questo caso la nave viene tagliata in due e le sezioni aggiuntive, tipicamente aventi una lunghezza che va dai 20 ai 30 metri, consistenti ad esempio in cisterne per petrolio o gruppi di cabine, a seconda della nave in oggetto, vengono inserite tra i due tronconi, i quali vengono poi riavvicinati a ricomporre il natante. Nel caso di grandi navi, tale procedimento implica lo scollegamento e il riallacciamento di una quantità di cavi e condutture il cui numero si misura in un ordine di grandezza delle migliaia (mediamente due-tremila). Una tale operazione, che si conduce in bacino di carenaggio, vede inoltre la partecipazione di un gran numero di ingegneri e architetti navali, nonché l'utilizzo di mezzi pesanti quali gru a cavalletto e navi per carichi pesanti.

Per quanto riguarda invece navi di dimensione più piccola, l'allungamento  viene effettuata sostituendo l'intera sezione di prua o di poppa del natante, poiché solitamente la forma dello scafo di tali navi (in genere di quelli di lunghezza inferiore agli 80 m) non è compatibile con l'utilizzo del metodo già descritto. 

## Esempi
Alcuni esempi famosi di impiego dell'allungamento  sono:
- la superpetroliera Seawise Giant, la quale, all'inizio degli anni 1980, subì un intervento di allungamento  nei cantieri navali della Sumitomo Heavy Industries che la portò a diventare la più lunga nave del mondo;
- la superpetroliera Torrey Canyon, la cui capacità fu portata da 54 000 a 110 000 tonnellate di petrolio.
- la nave da crociera Enchantment of the Seas, della Royal Caribbean International, alla quale nel 2005 fu aggiunto un troncone della lunghezza di 22 m che aggiunse alla nave 151 cabine presso i cantieri navali Damen Verolme Rotterdam.[4]
- i due traghetti Cruise Roma e Cruise Barcelona del Gruppo Grimaldi, la cui capacità di accoglienza è stata portata da 3 000 a 3 500 passeggeri tramite l'inserimento di un troncone da 30 m da parte di Fincantieri nel 2019.[5]